# Missão das Nações Unidas na Libéria
A Missão das Nações Unidas na Libéria (em inglês:  United Nations Mission in Liberia, UNMIL) foi uma força de manutenção da paz criada em setembro de 2003 para monitorar um acordo de cessar-fogo na Libéria  na sequência da renuncia do presidente Charles Ghankay Taylor e da conclusão da Segunda Guerra Civil da Libéria. A missão de manutenção da paz terminou em 30 de junho de 2016.  Consistia de até 15.000 militares das Nações Unidas e 1.115 policiais, juntamente com um componente civil. Substituiu a Missão de Observação das Nações Unidas na Libéria (UNOMIL). A partir de julho de 2016, 1.240 militares e 606 policiais permaneceram, porém estarão ali apenas em caso de emergência. 